# Long Lost Suitcase
Long Lost Suitcase è il quarantesimo album in studio del cantante gallese Tom Jones, pubblicato nel 2015.

## Tracce
1. Opportunity to Cry – 2:43 (Willie Nelson)
2. Honey, Honey (featuring Imelda May) – 2:23 (Joseph Ryan, Kenneth Pattengale)
3. Take My Love (I Want to Give It) – 3:02 (John Mertis Jr.)
4. Bring It on Home – 3:15 (Willie Dixon)
5. Everybody Loves a Train – 4:28 (David Hidalgo, Louie Pérez)
6. Elvis Presley Blues – 3:14 (David Rawlings, Gillian Welch)
7. He Was a Friend of Mine – 3:18 (Traditional)
8. Factory Girl – 2:32 (Mick Jagger, Keith Richards)
9. I Wish You Would – 4:13 (Billy Boy Arnold)
10. 'Til My Back Ain't Got No Bone – 4:51 (Alvertis Isbell, Eddie Floyd)
11. Why Don't You Love Me Like You Used to Do? – 1:49 (Hank Williams)
12. Tomorrow Night – 3:06 (Sam Coslow, Wilhelm Grosz)
13. Raise a Ruckus – 3:15 (Traditional)